# Goniophila hampsoni
Goniophila hampsoni är en fjärilsart som beskrevs av John Henry Leech 1900. Goniophila hampsoni ingår i släktet Goniophila och familjen nattflyn. Inga underarter finns listade i Catalogue of Life.